# Alexandre Gallo
Alexandre Gallo (født 29. maj 1967) er en tidligere brasiliansk fodboldspiller og træner.